# August Wagner (Politiker)
August Ulrich Wagner (* 10. März 1903 in Emden; † 16. September 1963 ebenda) war ein deutscher Zeichner und Politiker (KPD).
Wagner war das dritte von fünf Kindern des Lithografen August Wagner und seiner Ehefrau Taalke, geborene Rieke. Er besuchte die Volksschule und erlernte bis 1923 den Beruf eines Schiffsbaukonstrukteurs bei den Nordseewerken in Emden, wo er bis 1931 arbeitete.
1929 wurde er Mitglied der KPD und für diese Mitglied im Emder Bürgervorsteher-Kollegium, bis er 1932 verzog. 1931 bis 1933 war er Mitglied im Provinziallandtag der Provinz Hannover. Nach der Machtergreifung der Nationalsozialisten 1933 wurde er Ende Juli 1933 festgenommen im KZ Sonnenburg festgehalten. Da sein Vater schwer erkrankt war, wurde er am 19. Mai 1934 aus der Schutzhaft entlassen. Gemeinsam mit seinem Bruder Karl, dem früheren Unterbezirksvorsitzenden der KPD Emden war er danach im Widerstand tätig. Am 7. Dezember 1937 wurde er verhaftet und 1938 vom Volksgerichtshof zu vier Jahren Zuchthaus verurteilt. Zuletzt wurde er im KZ Sachsenhausen festgehalten. 1945 kehrte er nach Emden zurück und wurde bei den ersten freien Kommunalwahlen 1945 in die Emder Stadtvertretung gewählt.